# Sumber Urip (Selupu Rejang)
Sumber Urip is een bestuurslaag in het regentschap Rejang Lebong van de provincie Bengkulu, Indonesië. Sumber Urip telt 2083 inwoners (volkstelling 2010).